# 다카하시 마사히로

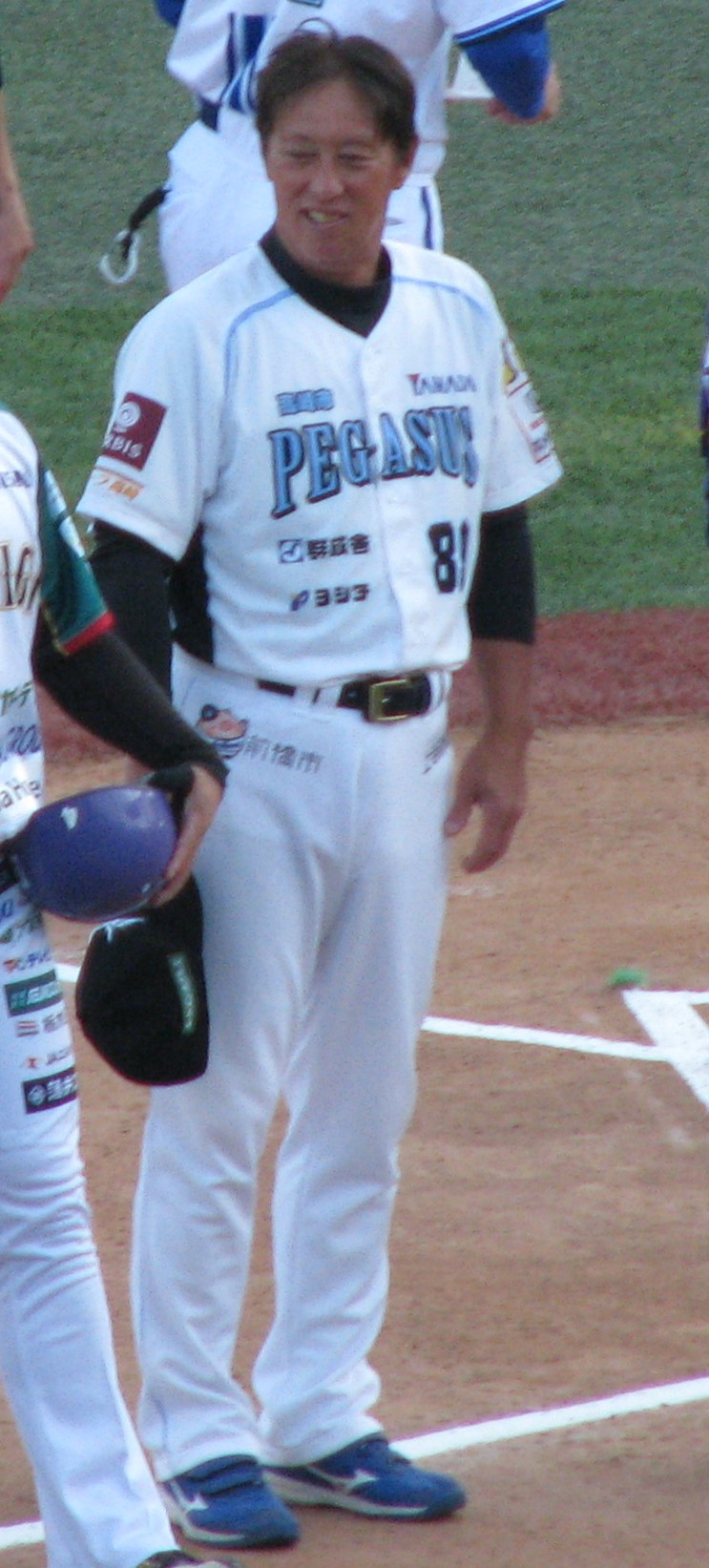

다카하시 마사히로(일본어: 高橋 雅裕, 1964년 7월 10일 ~ )는 일본의 전 프로 야구 선수이자 야구 해설가·평론가이다.
현역 시절에 高橋 眞裕(동음) 라는 이름을 개명한 적도 있으며 주력·공격·수비를 겸비할 정도의 내야와 외야를 모두 지킬 수 있는 유틸리티 플레이어로서 맹활약을 했다.

## 인물
나고야 전기고등학교 재학 시절인 1982년 가을에 있은 프로 야구 드래프트 회의에서 요코하마 다이요 웨일스로부터 4순위로 지명을 받아 입단했고 1987년에는 고바 다케시 감독으로부터 중용되면서 유격수의 주전 선수로 뛰었다.
다음 해인 1988년에 같은 유격수인 야마시타 다이스케가 시즌 개막 전날에 은퇴한 것은 다카하시의 주전 선수로 정착하는 것에 의하는 것이라고 일컬어지고 있다. 1988년은 1번 타자로서 전 경기에 출전해 타율 2할 9푼 3리(542타수 159안타)라는 기대 이상의 성적을 남겼다. 수비면에서는 1988년과 1989년에 야마시타의 기록을 뛰어 넘는 유격수의 연속무실책 기록을 수립했다. 그러나 1988년의 골든 글러브상은 주니치 드래건스의 신인 선수인 다쓰나미 가즈요시, 베스트 나인에는 당시 파워 히터로서 활약하고 있던 야쿠르트 스왈로스의 유격수인 이케야마 다카히로가 차지했다.
기록이 중단된 이후에는 실책성 플레이가 많이 나오는 등 뚜렷한 수비 내용을 보여줄 수 없었다. 고바 감독의 후임으로 취임한 스도 유타카가 지휘봉을 잡은 이후에 신도 다쓰야나 이시이 다쿠로 등 젊은 선수들의 활약으로 인해 출전 기회가 감소되었다. 1997년에는 지바 롯데 마린스에 이적하여 1999년 시즌을 마지막으로 현역에서 은퇴했다. 이듬해 2000년부터는 그대로 지바 롯데의 코치로 부임해 2002년까지 역임했다.
2005년에는 신생 구단인 도호쿠 라쿠텐 골든이글스의 초대 코치(수비 주루 코치)로 부임했지만 다오 야스시 감독과 2군 타격 코치인 고마다 노리히로 등과 함께 1년 만에 해임되었다. 이후 은퇴한 프로 야구 선수들로 구성된 프로 야구 마스터스 리그 경기에서도 참가해 2005년과 2006년 시즌에는 삿포로 앰비셔스의 일원으로서 활약을 하는 등 타율 6할 5푼 7리라는 성적을으로 수위타자를 획득함과 동시에 팀도 우승하면서 MVP로 선정되었다.
2006년부터는 J SPORTS나 TV 가나가와의 야구 해설위원로서 활동하고 있었고 2008년에는 요코하마 베이스타스의 1군 주루 코치를 맡았지만 팀 성적이 최하위권에서 벗어나지 못할 정도의 성적 부진에 대한 책임을 물어 1년 만에 코치직에서 해임되었다. 2009년부터는 도호쿠 방송, STV 라디오, 스카이 에이 등 다시 야구 해설위원으로 활동했고 2011년에는 KBO 리그팀인 KIA 타이거즈의 수비 코치로 발탁되어 1년간 역임했다.

## 출신 학교
- 나고야 전기고등학교

## 선수 경력
- 요코하마 다이요 웨일스·요코하마 베이스타스(1983년 ~ 1996년)
- 지바 롯데 마린스(1997년 ~ 1999년)

## 지도자·기타 경력
- 지바 롯데 마린스 타격 코치(2000년 ~ 2002년)
- 도호쿠 라쿠텐 골든이글스 1군 수비 주루 코치(2005년)
- J SPORTS, TV 가나가와 야구 해설위원(2006년 ~ 2007년)
- 요코하마 베이스타스 1군 수비 주루 코치(2008년)
- 도호쿠 방송, STV 라디오, 스카이 에이 야구 해설위원(2009년 ~ 2010년)
- KIA 타이거즈 1군 수비 코치(2011년)
- 군마 다이아몬드 페가수스 내야 수비 코치(2015년 ~)

## 개인 기록
- 통산 1000경기 출장 : 1996년 9월 1일(337번째)

## 등번호
- 32(1983년 ~ 1987년)
- 6(1988년 ~ 1996년)
- 35(1997년 ~ 1999년)
- 80(2000년 ~ 2002년, 2005년)
- 82(2008년)
- 78(2011년)
- 88(2015년 ~ )

## 연도별 성적
| 연도        | 소속             | 경 기 | 타 석 | 타 수 | 득 점 | 안 타 | 2 루 타 | 3 루 타 | 홈 런 | 루 타 | 타 점 | 도 루 | 도루 실패 | 희생 번트 | 희생 플라이 | 볼 넷 | 고의 사구 | 死 구 | 삼 진 | 병 살 타 | 타 율 | 출 루 율 | 장 타 율 | O P S |
| ----------- | ---------------- | ----- | ----- | ----- | ----- | ----- | ------- | ------- | ----- | ----- | ----- | ----- | --------- | --------- | ----------- | ----- | --------- | ----- | ----- | -------- | ----- | -------- | -------- | ----- |
| 1985년      | 다이요· 요코하마 | 24    | 39    | 32    | 5     | 8     | 2       | 0       | 0     | 10    | 0     | 2     | 0         | 4         | 0           | 3     | 0         | 0     | 7     | 0        | .250  | .314     | .313     | .627  |
| 1986년      | 다이요· 요코하마 | 103   | 228   | 204   | 29    | 46    | 9       | 2       | 0     | 59    | 8     | 18    | 2         | 15        | 0           | 8     | 0         | 0     | 58    | 2        | .225  | .255     | .289     | .544  |
| 1987년      | 다이요· 요코하마 | 128   | 507   | 438   | 45    | 104   | 9       | 3       | 2     | 125   | 24    | 14    | 9         | 27        | 4           | 36    | 7         | 2     | 102   | 6        | .237  | .296     | .285     | .581  |
| 1988년      | 다이요· 요코하마 | 130   | 585   | 542   | 62    | 159   | 22      | 2       | 3     | 194   | 42    | 16    | 3         | 4         | 5           | 34    | 1         | 0     | 96    | 3        | .293  | .332     | .358     | .690  |
| 1989년      | 다이요· 요코하마 | 86    | 305   | 268   | 25    | 60    | 14      | 0       | 2     | 80    | 27    | 5     | 4         | 2         | 3           | 30    | 6         | 2     | 47    | 4        | .224  | .304     | .299     | .602  |
| 1990년      | 다이요· 요코하마 | 119   | 473   | 385   | 47    | 87    | 16      | 2       | 2     | 113   | 15    | 14    | 4         | 40        | 1           | 44    | 0         | 3     | 76    | 4        | .226  | .309     | .294     | .603  |
| 1991년      | 다이요· 요코하마 | 99    | 307   | 250   | 41    | 57    | 16      | 2       | 0     | 77    | 16    | 17    | 3         | 27        | 0           | 29    | 0         | 1     | 54    | 3        | .228  | .311     | .308     | .619  |
| 1992년      | 다이요· 요코하마 | 22    | 25    | 22    | 3     | 3     | 1       | 0       | 0     | 4     | 1     | 1     | 0         | 0         | 0           | 3     | 0         | 0     | 10    | 0        | .136  | .240     | .182     | .422  |
| 1993년      | 다이요· 요코하마 | 86    | 215   | 185   | 24    | 46    | 5       | 1       | 3     | 62    | 12    | 7     | 4         | 2         | 1           | 24    | 0         | 3     | 45    | 3        | .249  | .343     | .335     | .678  |
| 1994년      | 다이요· 요코하마 | 81    | 159   | 131   | 18    | 26    | 5       | 2       | 1     | 38    | 11    | 1     | 2         | 8         | 1           | 19    | 0         | 0     | 21    | 1        | .198  | .298     | .290     | .588  |
| 1995년      | 다이요· 요코하마 | 68    | 96    | 84    | 20    | 22    | 6       | 0       | 1     | 31    | 6     | 2     | 1         | 3         | 0           | 9     | 0         | 0     | 18    | 3        | .262  | .333     | .369     | .702  |
| 1996년      | 다이요· 요코하마 | 56    | 56    | 45    | 6     | 8     | 2       | 1       | 0     | 12    | 2     | 1     | 3         | 2         | 0           | 9     | 1         | 0     | 13    | 0        | .178  | .315     | .267     | .581  |
| 1997년      | 지바 롯데        | 44    | 15    | 12    | 8     | 3     | 0       | 0       | 0     | 3     | 0     | 1     | 0         | 1         | 0           | 2     | 0         | 0     | 4     | 0        | .250  | .357     | .250     | .607  |
| 1998년      | 지바 롯데        | 4     | 5     | 4     | 0     | 0     | 0       | 0       | 0     | 0     | 0     | 0     | 0         | 1         | 0           | 0     | 0         | 0     | 1     | 1        | .000  | .000     | .000     | .000  |
| 1999년      | 지바 롯데        | 51    | 54    | 40    | 13    | 13    | 2       | 0       | 0     | 15    | 4     | 1     | 1         | 6         | 0           | 8     | 0         | 0     | 12    | 0        | .325  | .438     | .375     | .813  |
| 통산 : 15년 | 통산 : 15년      | 1101  | 3069  | 2642  | 346   | 642   | 109     | 15      | 14    | 823   | 168   | 100   | 36        | 142       | 15          | 258   | 15        | 11    | 564   | 30       | .243  | .311     | .312     | .623  |

- 굵은 글씨는 시즌 최고 성적.
- 다이요(요코하마 다이요 웨일스)는 1993에 요코하마 베이스타스로 구단명을 변경.